# Eugène Tirlet
Pour les articles homonymes, voir Tirlet.
Eugène Louis, vicomte Tirlet, né à Paris le 23 octobre 1817, où il est mort le 11 janvier 1874, est un homme politique français.

## Biographie
Eugène Tirlet fut auditeur au conseil d'État, puis sous-préfet de l’arrondissement des Andelys. Il venait d’être appelé à la préfecture du Gers, lors qu’éclata la révolution du 24 février 1848. En mai 1849, l’Assemblée législative remplaçait la Constituante et M. Tirlet y entrait avec une majorité imposante de suffrages. Il y siégea jusqu’à la dissolution de la Chambre, après le coup d'État du 2 décembre, et dès lors, rentra dans la vie privée. Eugène Tirlet fut membre du conseil général de la Marne, élu dans le canton de Ville-sur-Tourbe.
Il s’associa à l’œuvre gigantesque si heureusement accomplie par Ferdinand de Lesseps, devint administrateur de la Compagnie de l’Isthme de Suez, et bientôt après, de la Société des forges de Fourchambault.
Mort à l’âge de 56 ans, il repose à Fontaine-en-Dormois (Marne).

## Décorations
- Chevalier de la Légion d'honneur